# NGC 4775
NGC 4775 (другие обозначения — MCG -1-33-43, UGCA 306, IRAS12511-0621, PGC 43826) — галактика в созвездии Девы.
NGC 4775 — спиральная галактика, её морфологический тип — Sd.  Поглощение в линиях металлов (линии Fe 5015 и Mg b) в галактике неравномерно и сильно сосредоточено к центру, а в линии Hβ наоборот, понижено вблизи центра. В этой галактике история звездообразования хорошо описывается экспоненциальным убыванием со временем, с характерным временем 7 миллиардов лет, хотя и модель постоянного темпа звездообразования подходит.
Этот объект входит в число перечисленных в оригинальной редакции «Нового общего каталога».